# Virginia Foxx
Virginia Foxx (New York, 29 giugno 1943) è una politica statunitense, membro della Camera dei Rappresentanti per lo stato della Carolina del Nord dal 2005.

## Posizioni politiche
È stata una fervente oppositrice del Matthew Shepard Act e, in quell'occasione, hanno fatto scalpore le sue dichiarazioni riguardo all'omicidio di Matthew Shepard: infatti, rivolgendosi alla madre del giovane, ha sostenuto che il delitto Shepard non fosse un crimine d'odio, bensì uno "sfortunato incidente".